# Кладбище Оквуд (Остин)
Кладбище Оквуд (англ. Oakwood Cemetery), первоначально именовавшееся городским кладбищем, является старейшим кладбищем города Остин, штат Техас. Расположено на холме; находившееся первоначально на окраине города, оказалось практически в его центре.

## История
Первые захоронения на кладбище датируются серединой 1850-х годов. Хотя существует легенда, что первые захоронения произведены на этом месте гораздо раньше, когда состоялись похороны жертв нападения индейцев команчей.
В 1907 году кладбище получило своё нынешнее название. К настоящему времени имеет площадь около 160 000 м² и включает в себя историческую часть, секции для погребения афроамериканцев, латиноамериканцев и иудеев. В южной части кладбища имеется секция для могил неизвестных.
Кладбище было занесено в Национальный реестр исторических мест США в 1985 году.